# 147766 Elisatoffoli
147766 Elisatoffoli è un asteroide della fascia principale. Scoperto nel 2005, presenta un'orbita caratterizzata da un semiasse maggiore pari a 3,0696873 UA e da un'eccentricità di 0,0272572, inclinata di 10,57650° rispetto all'eclittica.
L'asteroide è dedicato alla cantante italiana Elisa Toffoli, comunemente nota solo come Elisa.